# The Search (Son Volt)
The Search è il quinto album in studio del gruppo musicale Son Volt. È stato pubblicato il 6 marzo 2007.
L'album ha ricevuto un punteggio di 65 su 100 da Metacritic basato su "recensioni generalmente favorevoli". Billboard diede all'album una recensione molto favorevole e la chiamò "Son Volt 2.0, un album moderno e maturo che potrebbe essere il migliore del gruppo finora." Il Boston Globe gli diede una recensione positiva e la chiamò "Una raccolta molto ascoltabile di brani roots-rock che si allontanano dalla sua formula di lunga data. The New York Times also gave it a positive review and said, "Simple but effective sonic details — a chirpy horn arrangement, a reverse-looped guitar part — prevent “The Search” from feeling either preachy or repetitive. Anche il New York Times gli ha dato una recensione positiva e ha detto," I dettagli sonori semplici ma efficaci - un arrangiamento gioioso, una parte di chitarra a ciclo inverso - impediscono " La ricerca "dal sentirsi predica o ripetitiva". Altre recensioni sono piuttosto mediocri, misti o negativi: Q gli ha dato tre stelle su cinque e ha detto che "rivisita il commento sociale della vecchia band di Farrar". Alternative Press, tuttavia, ha dato due stelle e mezzo su cinque e ha detto che all'album "manca la scintilla del classico materiale del catalogo della band." Blender ha dato una stella e mezzo su cinque e ha dichiarato: "Le lamentele sgraziate della country-rock sulla corporatizzazione e l'alienazione [Farrar] offrono ... Come le presentazioni a un concorso di poesia di Air America."

## Tracce
1. Slow Hearse – 2:32
2. The Picture – 3:27
3. Action – 2:48
4. Underground Dream – 4:32
5. Circadian Rhythm – 5:02
6. Beacon Soul – 2:31
7. The Search – 2:59
8. Adrenaline and Heresy – 5:05
9. Satellite – 2:14
10. Automatic Society – 2:26
11. Methamphetamine – 4:02
12. L Train – 2:58
13. Highways and Cigarettes – 3:54
14. Phosphate Skin – 3:52